# Regine Heitzer
Regine Heitzer (Wenen, 16 februari 1944) is een Oostenrijks voormalig kunstschaatsster. Ze nam namens haar vaderland deel aan twee edities van de Olympische Winterspelen: Squaw Valley 1960 en Innsbruck 1964. In 1964 won ze voor het thuispubliek in Oostenrijk olympisch zilver. Heitzer was tweevoudig Europees kampioen en zevenvoudig Oostenrijks kampioen.

## Biografie
Regine Heitzer was nog maar veertien jaar toen ze in 1958 voor het eerst meedeed aan internationale wedstrijden. Op haar zestiende, in 1960, won ze de eerste van haar zeven opeenvolgende Oostenrijkse titels. Hiermee verbrak ze het record van Herma Szabo, die zes titels op haar naam zette. In hetzelfde jaar won ze haar eerste EK-medaille (zilver), werd ze zevende op de Olympische Winterspelen in Squaw Valley en werd ze vierde op de WK. In de jaren erop won ze nog eens drie keer zilver (1961, 1962, 1964) en één keer brons (1963) op de EK, evenals drie zilveren medailles (1963-1965) en één bronzen medaille (1962) op de WK.
Alle keren dat ze naast het goud greep, stond de Nederlandse Sjoukje Dijkstra boven op het podium. Dit was ook het geval in 1964, toen ze het tegen Dijkstra opnam tijdens de Olympische Winterspelen in Innsbruck. Heitzer won ook hier de zilveren medaille. Pas toen Dijkstra een professioneel kunstschaatsster was geworden, bemachtigde Heitzer twee keer de Europese titel (in 1965 en 1966), voor ze zelf met de amateursport stopte. De Oostenrijkse schaatste vanaf 1967 voor de Wiener Eisrevue en voor Holiday on Ice. Door een knieblessure moest ze in 1971 haar carrière beëindigen. Haar laatste verschijning op het ijs was toen ze in 1979 met Emmerich Danzer de WK in Wenen promootte. Ondertussen was ze mee gaan werken in het familiebedrijf, dat ze later overnam en omzette in een meubelwinkel. Heitzer ging in 2010 met pensioen. Ze kreeg in 1996 een Ereteken van Verdienste voor de Republiek Oostenrijk.

## Belangrijke resultaten
| Kampioenschap                                                           | 57/58 | 58/59 | 59/60  | 60/61  | 61/62  | 62/63  | 63/64  | 64/65  | 65/66 |
| ----------------------------------------------------------------------- | ----- | ----- | ------ | ------ | ------ | ------ | ------ | ------ | ----- |
| Olympische Spelen                                                       |       |       | 7e     |        |        |        | Zilver |        |       |
| Wereldkampioenschap                                                     | 12e   | 7e    | 4e     | *      | Brons  | Zilver | Zilver | Zilver |       |
| Europees kampioenschap                                                  | 8e    | 5e    | Zilver | Zilver | Zilver | Brons  | Zilver | Goud   | Goud  |
| Nationaal kampioenschap                                                 |       |       | Goud   | Goud   | Goud   | Goud   | Goud   | Goud   | Goud  |
| * WK afgelast naar aanleiding van de vliegtuigcrash te Berg-Kampenhout. |       |       |        |        |        |        |        |        |       |